# Hračky (album)
Hračky jsou hudební album skupiny Wanastowi Vjecy. Vydáno bylo v roce 2000.

## Seznam skladeb
1. „Úvod“
2. „Hračky“
3. „Chůze po ostří“
4. „Otevři oči“
5. „Na planetě“
6. „Buď na mě hodná“
7. „Průmyslová výroba“
8. „Neděkujem-vypadněte“
9. „Zabiják“
10. „Jediná“